# 司马裔 (琅邪郡公)
司马裔（?—?），字承业，河内温县人，北魏官员。司馬懿四弟司馬馗的后裔，司马金龙长孙，司马延宗之子。
司马延宗在父亲去世后数年而亡。司马延宗和弟弟司马纂、司马悦的母亲是源贺之女。司马金龙後娶沮渠氏，是沮渠牧犍和武威公主的女儿。沮渠氏的儿子司马徽亮，因为是皇亲，承袭琅邪公爵。司马徽亮牵连穆泰之罪失爵。魏宣武帝时，司马悦等为司马裔争取嫡系，得袭祖爵琅邪郡公。官至后军将军。去世后，赠征虏将军、洛州刺史。其子司马藏袭爵。北齐受禅，按例降封。司马裔的叔叔司马悦也有一子名叫司马裔，在西魏、北周为将。

## 家庭

### 夫人
- 元华光，北魏司朔燕相四州刺史、太尉公元淑第三女，西魏封彭城公主[1]

### 子女
- 司马藏，东魏琅邪郡公
- 司马市奴，西魏瑯瑘郡公[1]
- 司马法僧[1]
- 司马康买[1]
- 司马季礼[1]